# شهرستان جاسمل
شهرستان جاسمل (به لاتین: Jacmel Arrondissement) یک منطقهٔ مسکونی در هائیتی است که در شهرستان جنوب شرقی واقع شده‌است. شهرستان جاسمل ۷۹۴٫۷۷ کیلومتر مربع مساحت و ۳۳۸٬۷۲۸ نفر جمعیت دارد.